# Daisy Outdoor Products
A Daisy Outdoor Products (mais conhecida simplesmente como Daisy) é um fabricante americano de armas de pressão em Rogers, Arkansas, fundada por Clarence Hamilton.

## Visão geral

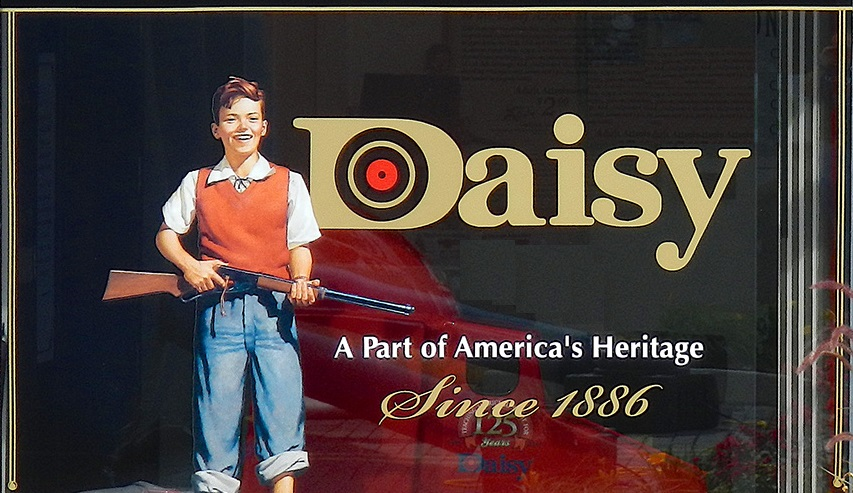

A Daisy é conhecida, principalmente, por suas linhas de armas BB. Foi criada em 1882, inicialmente como "Plymouth Iron Windmill Company" para fabricar moinhos de vento de aço, e a partir de 1888 começou a incluir armas de ar de calibre BB com cada moinho de vento vendido como forma de promover as vendas. Com a popularidade incomparável de seu modelo de 1888, "Daisy BB Gun", a empresa mudou o nome para "Daisy Manufacturing Company" em 1895 e mudou seu ramo de negócio para produzir exclusivamente armas de ar comprimido para venda.
Ao longo do século XX, a Daisy ficou conhecida como uma empresa que fabrica e vende armas BB e rifles juvenis. Seu modelo "Red Ryder BB Gun", lançado em 1940, é talvez o item de produção mais conhecido e mais longevo (considerada a arma BB mais popular do mundo), que tem sido apresentado em muitos programas de TV e filmes desde seu lançamento no final da década de 1930, ainda com o modelo “Buck Jones”.

## Histórico

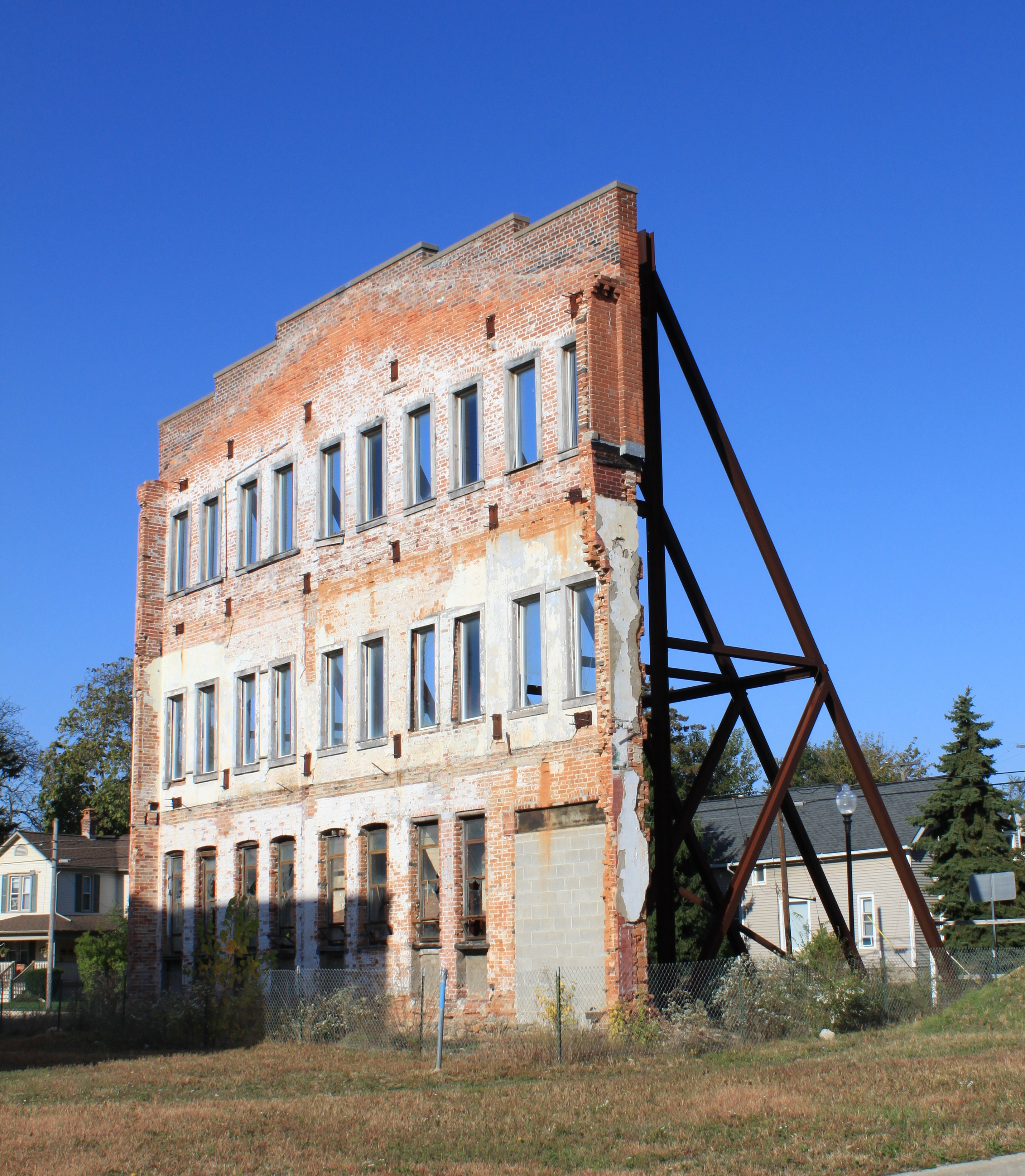
Fachada da fábrica original da Daisy que foi preservada até 2013.

### Antecedentes
A empresa foi fundada em 1882 pelo relojoeiro e inventor Clarence Hamilton em Plymouth, Michigan, como a Plymouth Iron Windmill Company, para fabricar um tipo de moinho de vento sem ventoinha que Hamilton inventou em 1880. Em meados da década de 1880, o negócio estava tendo problemas em como transportar os pesados moinhos de vento de aço por vagões em toda a parte sul de Michigan, norte de Indiana e em Ohio, isso era impraticável. Em janeiro de 1888, o conselho da empresa se reuniu para considerar o fechamento da fábrica, mas a moção para liquidar falhou por um voto - o do gerente geral Lewis Cass Hough.

### O início
Utilizando parte das instalações da fábrica de moinhos de vento, Hamilton também operou a Plymouth Air Rifle Company, para produzir uma nova arma de ar comprimido, acionada por mola, para competir com a Markham Air Rifle Company. O rifle da Markham tinha de corpo de madeira e era acionado por mola, lançado em 1866, disparava balas de tamanho BB, inventado pelo Capitão William F. Markham (embora alguns argumentaram que o verdadeiro inventor foi George W. Sage em 1886).
Em 6 de março de 1888, Hamilton abordou a diretoria da empresa do moinho de vento com um design de arma de ar totalmente em metal e procurou usar os altos-fornos da fábrica para moldar e estampar as peças de metal necessárias para construir sua arma. O gerente geral Lewis Hough disparou a arma e exclamou: "Boy, that's a Daisy!" (expressão coloquial da época, algo como: "rapaz, ela é uma flor", no caso uma margarida "daisy"), e a nova arma foi chamada de "Daisy BB Gun", e Hough convenceu o conselho da Windmill Company a oferecer a arma como um item "brinde" para todos os fazendeiros que comprassem um moinho de vento.

### A competição
Isso deu início a muitos anos de intensa competição entre a Plymouth e a Markham, que responderam apresentando suas armas BB de metal "Chicago" (1888) e "King" (1890). A popularidade do "brinde" da Plymouth era enorme. Os fazendeiros estavam mais interessados no rifle "Daisy" do que nos moinhos propriamente - tanto que o foco da empresa mudou de moinhos de vento para armas de ar. Em 1890, os 25 funcionários da Plymouth Iron Windmill Company produziam 50.000 armas, a maioria das quais distribuída em um raio de 160 quilômetros da fábrica. As vendas das armas de ar cresciam exponencialmente. Em 1891, Charles Bennett foi contratado como o "homem de vendas" da empresa, e quase imediaamente conseguiu uma venda de 10.000 unidades, pedido que foi atendido em seis meses. Em 1893, Edward C. Hough junta-se à empresa, em expediente parcial para manter os livros contábeis. As armas Daisy BB continuaram a vender mais que seus concorrentes e, em 1895, suas vendas e popularidade cresceram a tal ponto que a Plymouth Company cessou a fabricação de moinhos de vento, começou a produzir armas de ar exclusivamente e o conselho votou para mudar o nome da empresa para Daisy Manufacturing Company.

### O sucesso
Em 1900, 15% de suas vendas eram gastas em cartazes e revistas, com o resultado líquido de tal promoção intensiva tornando "Daisy" uma palavra praticamente familiar, enquanto a Markham dedicou pouco esforço em propaganda. Nesse período a Daisy havia se estabelecido como a força dominante na florescente indústria de armas de ar comprimido, tendo visto o surgimento e o desaparecimento de cerca de 30 concorrentes durante sua primeira década.
Em 1901, a Daisy introduziu um rifle de ação de alavanca de 500 tiros, o "Bennett" (anterior ao de Markham em nove anos), e armas especiais foram construídas até mesmo para atirar jatos de água em iniciações maçônicas. Em janeiro de 1903, a Daisy apresentou seu primeiro rifle de repetição por ação de alavanca, o "Daisy Nº 3", que era um rifle folheado a níquel de 1.000 tiros, que se tornaria a marca registrada do "estilo Daisy" e daria o tom para a inovação com visão de futuro que serviu tão bem a Daisy ao longo dos anos. O novo pequeno rifle chamou tanto a atenção e o interesse de atacadistas e consumidores que vendeu mais de 36.000 unidades no primeiro ano. Com a chegada do século XX, o ramo de exportação da Daisy estava se aproximando de 25% de suas vendas anuais totais, sem nenhum esforço real por parte da empresa. Foi quando, Charlie Bennett decidiu buscar o mercado internacional formalmente, e decidiu fazer as malas e fazer uma turnê mundial ele mesmo. De abril a setembro de 1907, o Sr. Bennett viajou o mundo estabelecendo o mercado de exportação da Daisy.

Alguns dos rifles da Daisy
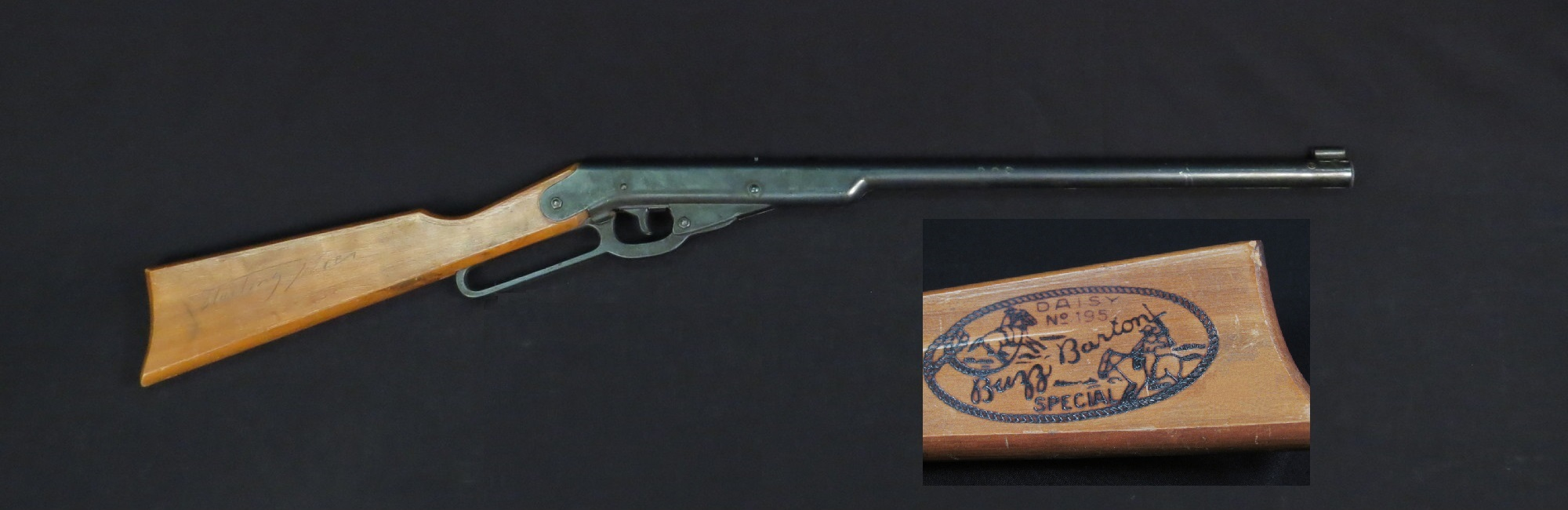
O sucesso pioneiro, Daisy "Buzz Barton".
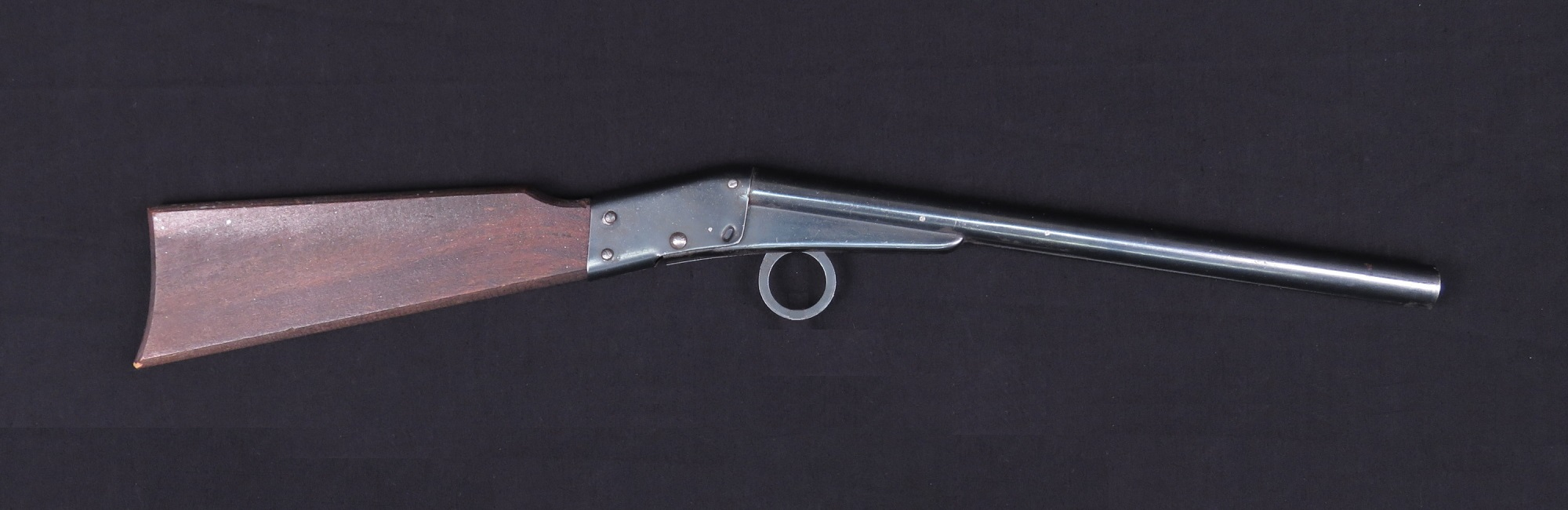
Uma singela "espingarda de rolha".
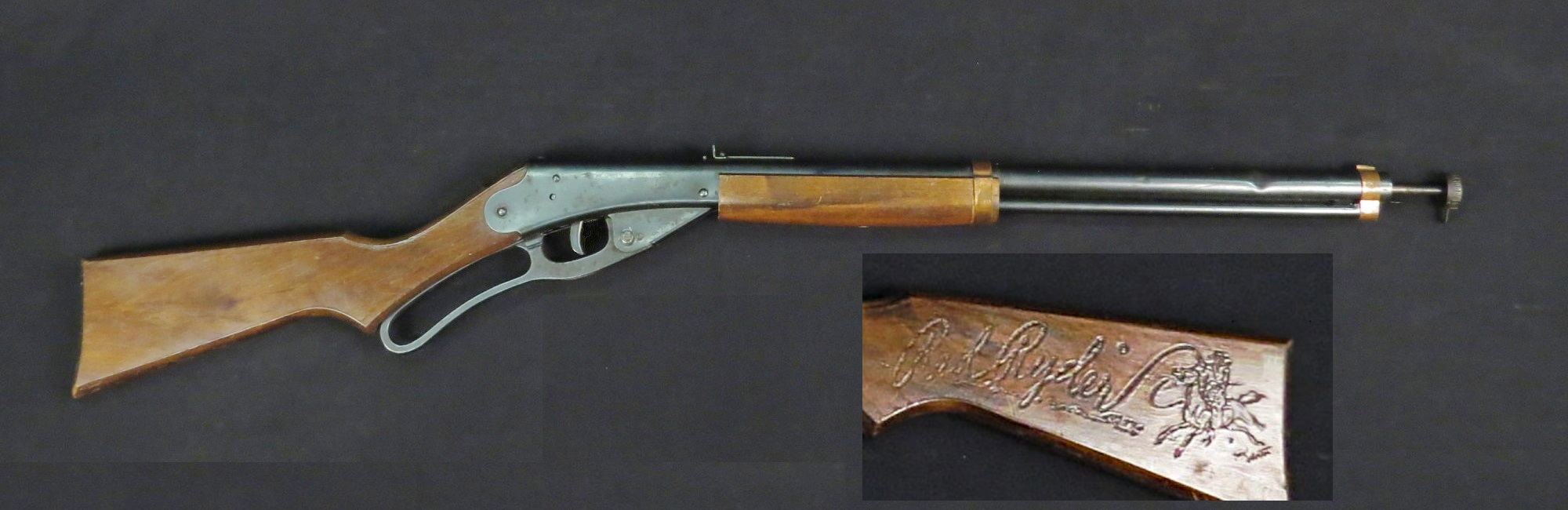
O maior sucesso, Daisy "Red Ryder".

No início de 1912, Charles F. Lefever, entrou na Daisy, e lá permaneceu até sua aposentadoria em 1953. Durante os anos seguintes, Lefever projetou e produziu clássicos da Daisy como o "Model 25", um notável rifle de ar por ação de bombeamento, que foi produzido pela primeira vez em 1914, e continuou em produção pelos 64 anos seguintes, até ser retirada da linha em 1979. Na época em que foi descontinuado, mais de 8.000.000 de unidades haviam sido produzidas e vendidas. Dois anos depois de sua chegada, ele também projetou a primeira pistola d'água, e com a eclosão da Primeira Guerra Mundial em agosto de 1914, o "Model 40 Defender", que foi um grande sucesso comercial.
Com o seu domínio do mercado, em meados da década de 1920, a Daisy também investiu no mercado de munições para suas armas, passando a adotar esferas de aço em vez de chumbo, com muitas vantagens de custo, performance e até ambientais. Esse processo culminou com a aquisição da empresa "American Ball Company" e sua marca "Bulls Eye" pela Daisy em 1939.
Talvez o modelo mais famoso seja o "Little Daisy, Model 20", que foi feito continuamente com apenas três mudanças de modelo entre 1908 e 1937 e às vezes vendido por menos de cinquenta centavos. A contínua liderança de mercado da Daisy acabou levando a administração da Markham a desistir de competir e silenciosamente vendeu seu controle a dois executivos da Daisy em 1916, e o próprio capitão Markham mudou-se para a Califórnia. A Markham Company adquirida mudou seu nome para King Air Rifle Company em 1928, e continuou a fabricar o rifle de ar Markham "King" Model até 1935, antes de cessar totalmente a operação na década de 1940.
O início do período da Grande Depressão, que se estendeu durante a década de 1930, a publicidade e as promoções da Daisy tomaram novos rumos que a manteriam operando em plena capacidade durante os anos difíceis de depressão. O primeiro deles foi um acordo com um jovem astro de circo cowboy chamado "Buzz Barton". Um sucesso de vendas instantâneo, seguido rapidamente por outro, com o personagem do filme de cowboy mais popular da época, "Buck Jones". O mais bem-sucedido, no entanto veio das páginas da história em quadrinhos de jornal "Buck Rogers e o século 25". Introduzida em 1933, a "Buck Rogers Rocket Pistol" foi um sucesso instantâneo e foi rapidamente seguida no ano seguinte pela "Buck Rogers Disintegrator Pistol" e finalmente em 1935 pela "Liquid Helium Pistol", todas batendo recordes de vendas ano após ano.

Algumas pistolas da Daisy
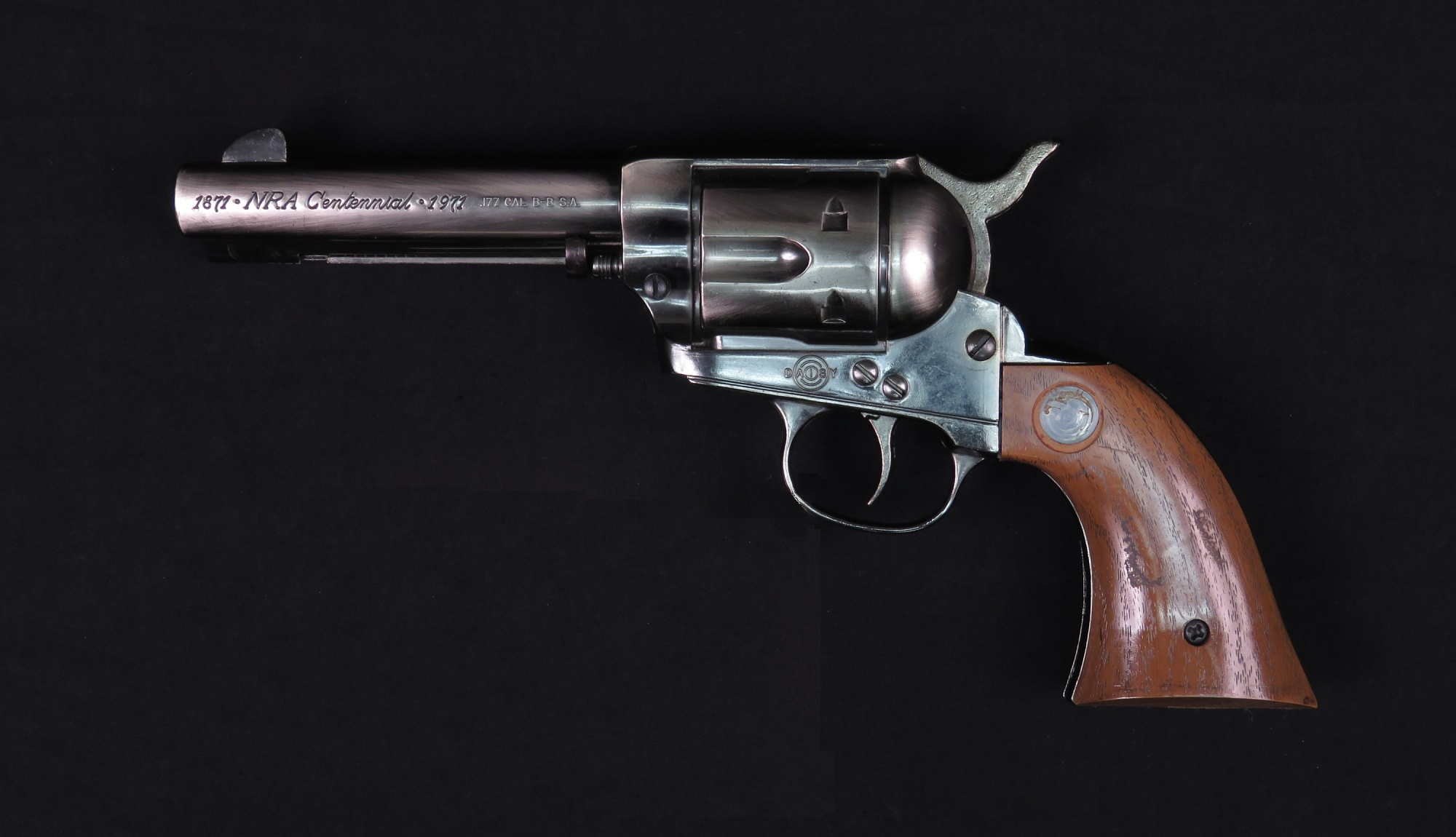
A Daisy "NRA Centennial".
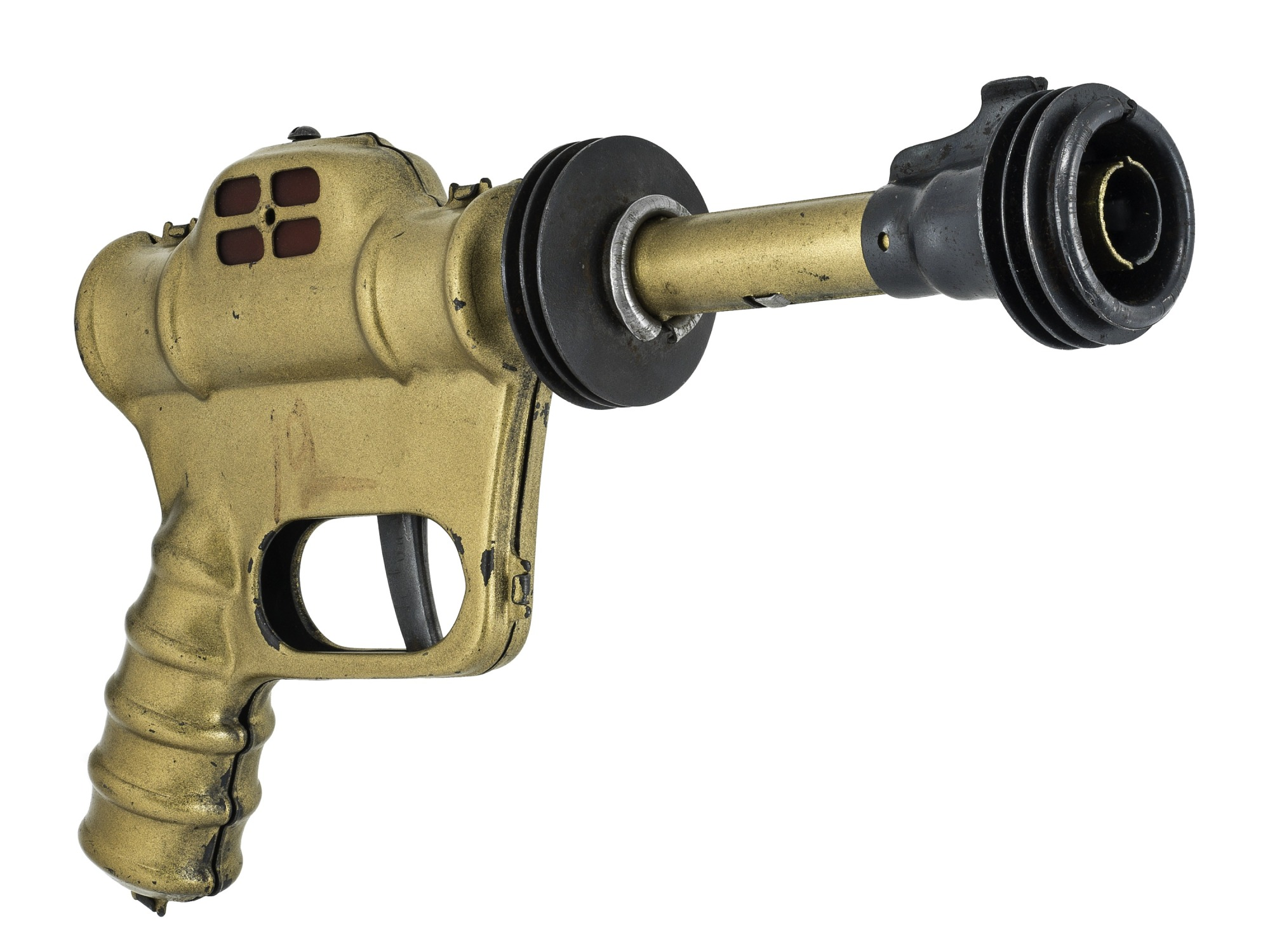
A pistola atômica de Buck Rogers.
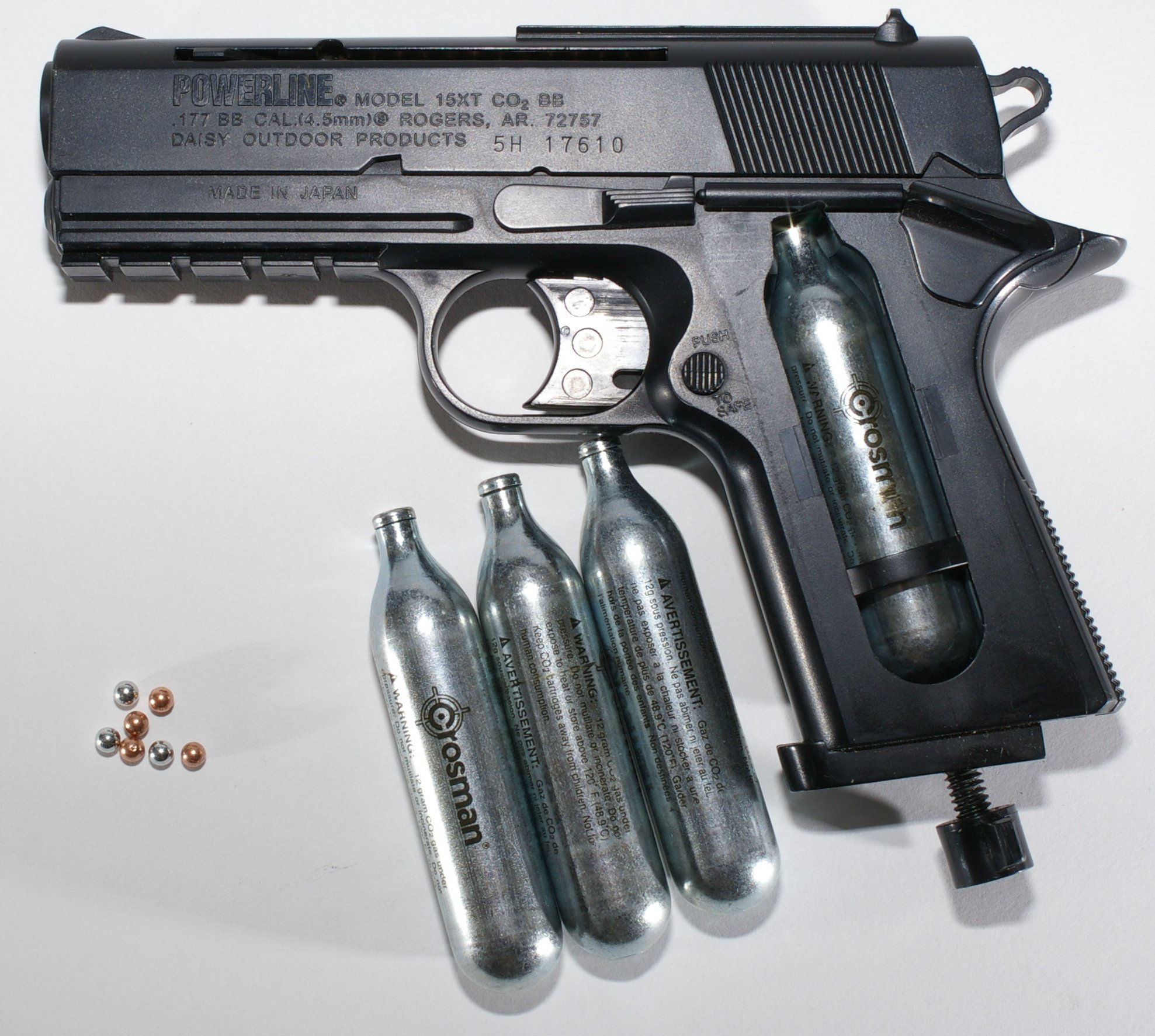
A Daisy "15 XT".

### O Daisy Red Ryder

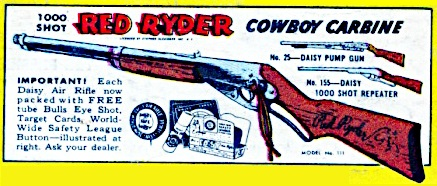
Anúncio do Daisy Red Ryder.

Com suas bases firmemente estabelecidas pelas promoções inovadoras da década de 1930, a Daisy lançou sua promoção de maior sucesso comercial; o "Daisy Red Ryder" (também conhecido como Red Ryder BB Gun), baseado no popular herói do faroeste "Red Ryder" das tiras de quadrinhos, a nova arma, que se assemelha ao rifle Winchester dos filmes de faroeste, foi introduzida na primavera de 1940 e produzida até meados de 1942, quando a linha de produção da Daisy foi convertida para o esforço de guerra. Depois da guerra, o rifle a ar foi reintroduzido em novembro de 1945. 
Em 1949, ele se tornou tão popular que mais de um milhão de unidades foram vendidas em um único ano; um número de vendas nunca visto na época! Na verdade, o "Red Ryder" havia se tornado tão popular que em mais de uma ocasião correspondência foi recebida nos escritórios da Daisy em Plymouth, Michigan, endereçada simplesmente à “Red Ryder Company”.
O "Red Ryder" foi e ainda é a arma BB mais conhecida já construída. Foi também no final da década de 1940 que a Daisy introduziu o famoso "penny pack of BBs", um pacote de BBs enrolado em um longo rolo de segmentos individuais de celofane, permitindo que um jovem destacasse tantos pacotes quanto suas finanças pudessem suportar.

### Perdas e parcerias
Duas perdas significativas ocorreram na direção da Daisy' durante a década de 1950: “Uncle Charlie” Bennett, em 1956 e E. C. Hough, em 1959. No final daquela década, a antiquada fábrica da Daisy estava se tornando cada vez menos eficiente à medida que os processos de fabricação modernos avançavam. Este fator, juntamente com impostos crescentes e um mercado de trabalho apertado, fez com que a Daisy começasse a busca por um novo local mais central para sua distribuição. A busca, realizada silenciosamente por um período de meses, finalmente se concentrou em uma pequena comunidade no noroeste do Arkansas. Em 30 de abril de 1958, a Daisy fechou suas portas pela última vez em Plymouth, Michigan, e os primeiros vagões cheios de maquinário partiram para o Sul, para Rogers, Arkansas. A data prevista para o início da produção em seu novo local era 1º de julho de 1958, mas o primeiro rifle saiu da linha de produção em 26 de junho, quatro dias antes do previsto. O estabelecimento da Daisy na cidade de Rogers alavancou o desenvolvimento de toda a região.
No início de 1963, a Daisy fez parceria com os U.S. Jaycees [en] para lançar o que se tornaria o maior e mais abrangente Programa de Educação de Tiro para jovens da nação. Até o momento, o programa de base ensinou a mais de 10 milhões de meninos e meninas os fundamentos do manuseio seguro de armas e tiro ao alvo. Ele termina a cada ano com o "Daisy National BB Gun Championship Match" ("The Daisy Nationals"). O primeiro deles foi realizado em julho de 1966 em Vandalia, Ohio e o jogo nacional agora continua anualmente na cidade sede da Daisy, Rogers, Arkansas. O programa vem se expandindo desde então, com a participação de escoteiros, American Legion, NRA Junior Clubs, unidades JROTC do ensino médio, Royal Rangers, 4-H e USA Shooting, o órgão regulador dos esportes de tiro olímpico dos EUA. O "Daisy Nationals" envolve centenas de competidores, além de técnicos, pais e outros familiares.

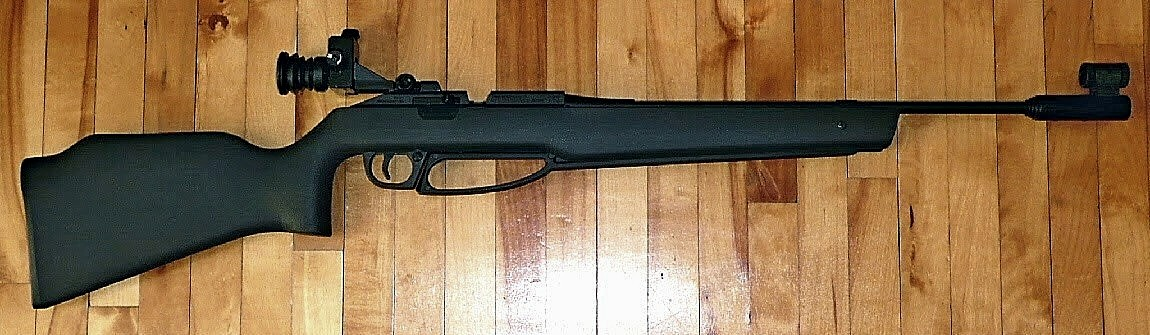
O rifle de precisão da Daisy, usado em seus programas de treinamento, o "Daisy Elite".

### Evolução
Os anos 60 também testemunharam a introdução da linha de armas de ar comprimido "Spittin ’Image", de grande sucesso, da Daisy, essa linha, reproduzia nos mínimos detalhes, armas de fogo famosas como: o Model 1894 que reproduzia a famosa carabina Winchester 94, seguiram-se o modelo 26 Remington Fieldmaster e o revólver Colt Frontier .45. Em 20 de agosto de 1962, foi introduzida uma arma revolucionária, chamada: "V/L Caseless Ammunition system" (em homenagem ao seu criador "Jules Van Langenhoven"). Tratavaa-se de uma arma, que utilizava ar super aquecido para incendiar o propelente fixado diretamente na parte traseira de uma bala calibre .22, sem a necessidade de um estojo.
A Daisy já demonstrava interesse nos sistemas sistemas pneumáticos para armas de ar comprimido de alta potência desde o final da década de 1930, não porque considerasse um movimento nessa direção, mas porque poderia oferecer ideias sobre sistemas mais eficientes para suas armas acionadas por mola. Finalmente, e devido à demanda, a Daisy decidiu produzir armas de ar comprimido adultas de alta potência. Os jovens exigiam equipamentos mais sofisticados e havia cada vez mais restrições quanto à prática de tiro com armas de fogo. Em 1972, a primeira arma pneumática da Daisy foi lançada no mercado. Foi o rifle por ação de bombeamento "Model 880", um outro sucesso imediato.
Em 1983, a história do jovem Ralphie Parker chegou às telas no filme "A Christmas Story [en]". Ralphie era um personagem fictício da mente de Jean Shepherd, cujo maior sonho de Natal era um "...rifle de ar modelo Red Ryder de duzentos tiros com uma bússola na coronha e essa coisa que conta o tempo." O fato de a arma nunca ter existido (a arma descrita era na verdade uma combinação da "Red Ryder" com a "Buck Jones Special") não deteve a produtora do filme. Apesar dos repetidos avisos de que “... você vai atirar no seu olho!”, No final Ralphie conseguiu sua arma. O filme foi um sucesso de bilheteria instantâneo e agora é um clássico cult que pode ser visto todos os anos na televisão desde o dia de Ação de Graças até o Natal.

### Fase moderna
Em 1993, a Daisy foi adquirida pela firma de "Private equity" Charter Oak Partners. A fábrica de Plymouth foi demolida em 2005 e substituída por um condomínio chamado "Daisy Square". Uma parede do prédio da fábrica permaneceu em frente ao complexo até sua demolição em 18 de novembro de 2013. A parede estava solta desde que a fábrica foi demolida e deveria ser apoiada por uma parede específica como parte do projeto de um prédio de apartamentos, mas a parede de apoio não foi incluída no projeto final, e hoje é apenas uma área gramada. O prédio da Administração Daisy, na Main Street, ainda está de pé e se tornou um complexo de escritórios e restaurante. Em 2016, a Daisy foi vendida pela Charter Oak para outra firma de private equity, a Bruckmann, Rosser, Sherrill & Co. [en], que a combinou com a Gamo Outdoor.

## O rifle de fogo circular
Além do já mencionado "V/L Caseless Ammunition system", que apesar de usar balas de calibre .22 LR não usava cartuchos, a partir do final de 1987, a Daisy produziu, durante um breve período, uma linha de rifles de fogo circular em uma parceria com o Wal-Mart, o "Daisy Model 8" ou "Legacy rifle". Esses eram rifles por ação de ferrolho ou semiautomáticos, para o cartucho .22 Long Rifle e estavam disponíveis em vários modelos diferentes. As opções eram coronha de madeira ou de plástico com "soleira" ajustável e carregadores de 7 tiros (somente para modelos semiautomáticos) ou carregador rotativo de 10 tiros (semelhante, mas não intercambiável com, o do Ruger 10/22). Embora sejam muito raros, a construção barata e o fato de serem armas de fogo, e não de ar comprimido, despertou o interesse dos colecionadores.
Justamente por serem rifles de baixo custo, os especialistas não o classificam como um bom produto ("um rifle por ação de ferrolho projetado com tecnologia de trava de culatra simplória. Começou como um exercício para ver quão barato poderia ser feito, e foi seguido por duas verões de mais cortes de custos antes que o conselho corporativo cancelasse o projeto por motivos de responsabilidade"). Teve aceitação restrita e a produção foi interrompida em 1991.

## Na cultura popular
- A "Red Ryder BB Gun" teve destaque no filme A Christmas Story [en], de 1983, no qual o personagem Ralphie Parker pede uma para o Natal, mas tem o pedido repetidamente rejeitado com o aviso "você vai atirar no seu olho". A arma BB fictícia do filme, descrita como a "carabina Red Ryder, rifle Range Model de duzentos tiros com uma bússola na coronha e essa coisa que conta o tempo" (um relógio de sol), não corresponde a nenhum modelo existente na época, nem mesmo a um protótipo; o rifle "Red Ryder" apresentado no filme foi feito especialmente para combinar com a história do autor Jean Shepherd (que pode ser uma licença artística, mas foi a configuração que Shepherd alegou lembrar).[21] No entanto, o rifle de ar "Buck Jones" Daisy, imediatamente anterior ao "Red Ryder" na linha Daisy, tinha uma bússola e relógio de sol na coronha,[22] mas nenhuma outra característica do modelo "Red Ryder". Na verdade, mais recentemente a Daisy lançou uma versão exatamente como a descrita no filme, por apenas US$ 25,00, e tem tido sucesso com ela.[23]
- Crazy Earl, um personagem do livro de 1979 "The Short-Timers [en]" e do filme de 1987, "Full Metal Jacket", baseado no livro, carrega uma arma "Daisy Red Ryder BB", além de seu rifle M16.[24]
- Hogarth Hughes possui e usa uma "Red Ryder BB Gun" no filme de Brad Bird, de 1999, O Gigante de Ferro.[25]
- No filme "Tactical Force [en]" de 2011 sobre uma equipe da SWAT usando métodos não convencionais, o Sgt. Hunt da SWAT (interpretado pelo ator Michael Jai White) usa uma arma Red Ryder BB que ele chamou de 'Daisy' para atirar na testa de um sequestrador/assaltante.[26]
- Em uma entrevista pós-jogo em um jogo da Semana 10 contra o Cincinnati Bengals na temporada de 2015, J. J. Watt em uma citação referindo-se ao quarterback Andy Dalton: "Nosso objetivo era vir aqui e fazer o "Red Rifle" parecer uma "Red Ryder BB Gun" e acho que fizemos isso". A referência foi usada como uma brincadeira com o apelido "Red Rifle" de Dalton. A resposta de Dalton tornou a citação viral.[27][28]